# São João da Urtiga
São João da Urtiga est une municipalité brésilienne située dans l'État du Rio Grande do Sul.